# 別所高師小僧

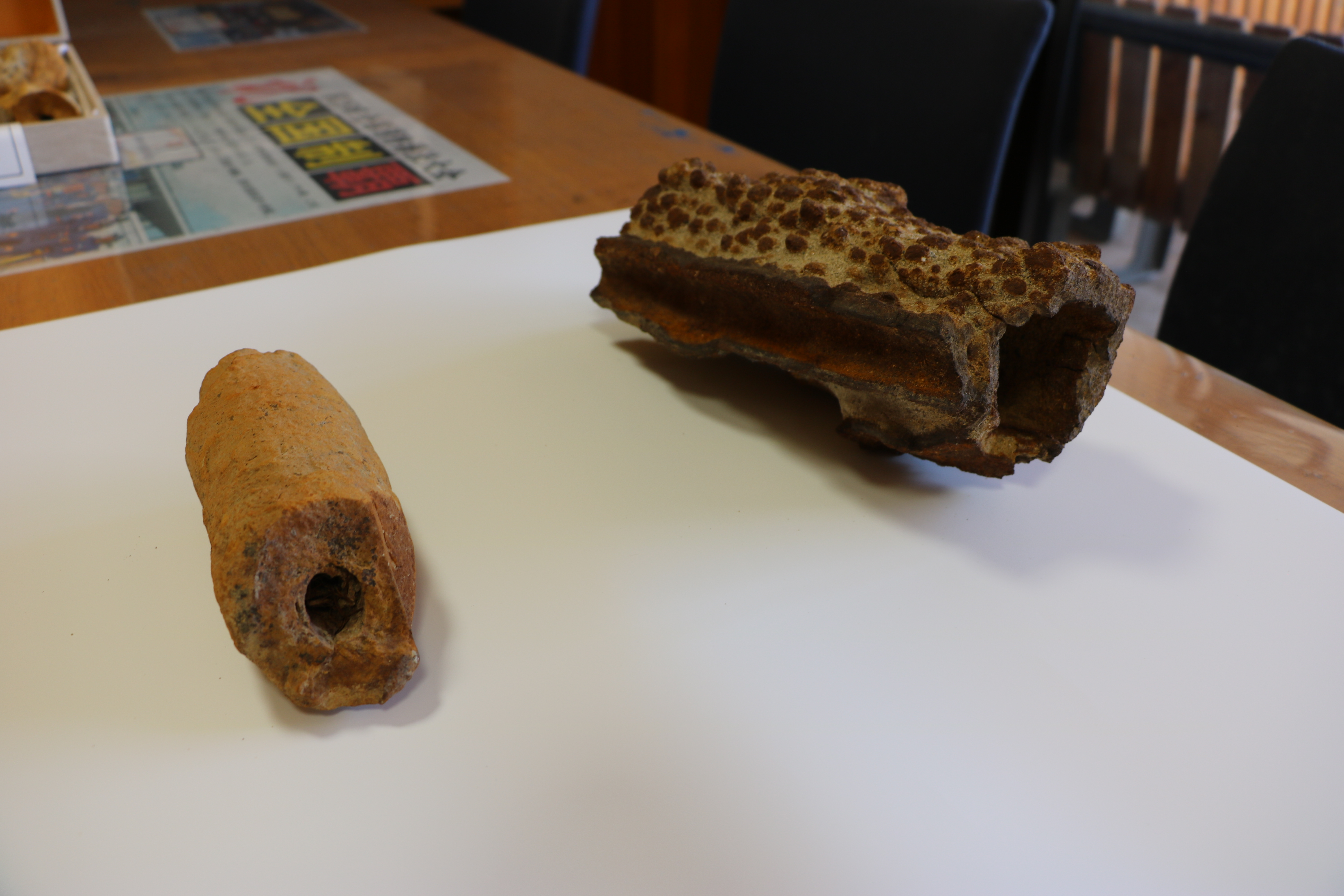
別所高師小僧。右のものは直径12センチメートルの巨大なもの。南比都佐公民館所蔵品。2019年9月6日撮影。

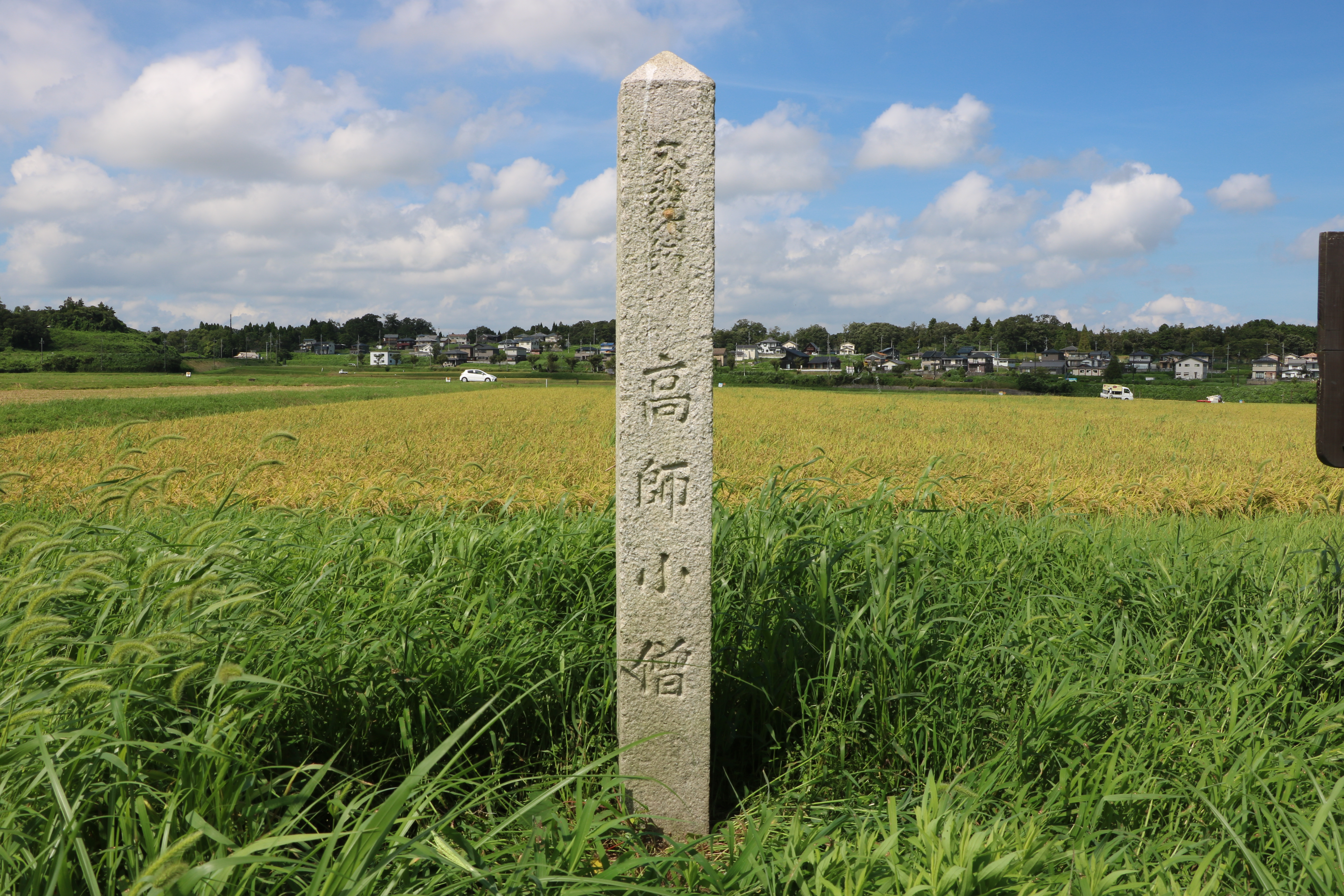
別所高師小僧。天然記念物指定石碑。2019年9月6日撮影。

別所高師小僧（べっしょたかしこぞう）は、滋賀県蒲生郡日野町別所にある、国の天然記念物に指定された褐鉄鉱で出来た管状の団塊（ノジュール 英: nodule）の一種である。
高師小僧とは地中にある根や枝といった植物体の周囲に、地下水に含まれる鉄分が水酸化鉄となって付着沈殿し、核となっていた植物体が腐食して抜け落ち空洞化したもので、その形状が幼児を連想させるために小僧の名がある。
日本国内では愛知県豊橋市の高師原で最初に発見されたことから、この鉱物には高師の地名が冠されており、ヒトの小指程度の小さいものであれば日本国内各所で見られるが、とりわけ滋賀県日野町別所地区のものは直径10センチメートルを超える巨大なものを含むことから、1944年（昭和19年）11月13日に国の天然記念物に指定された。

## 解説

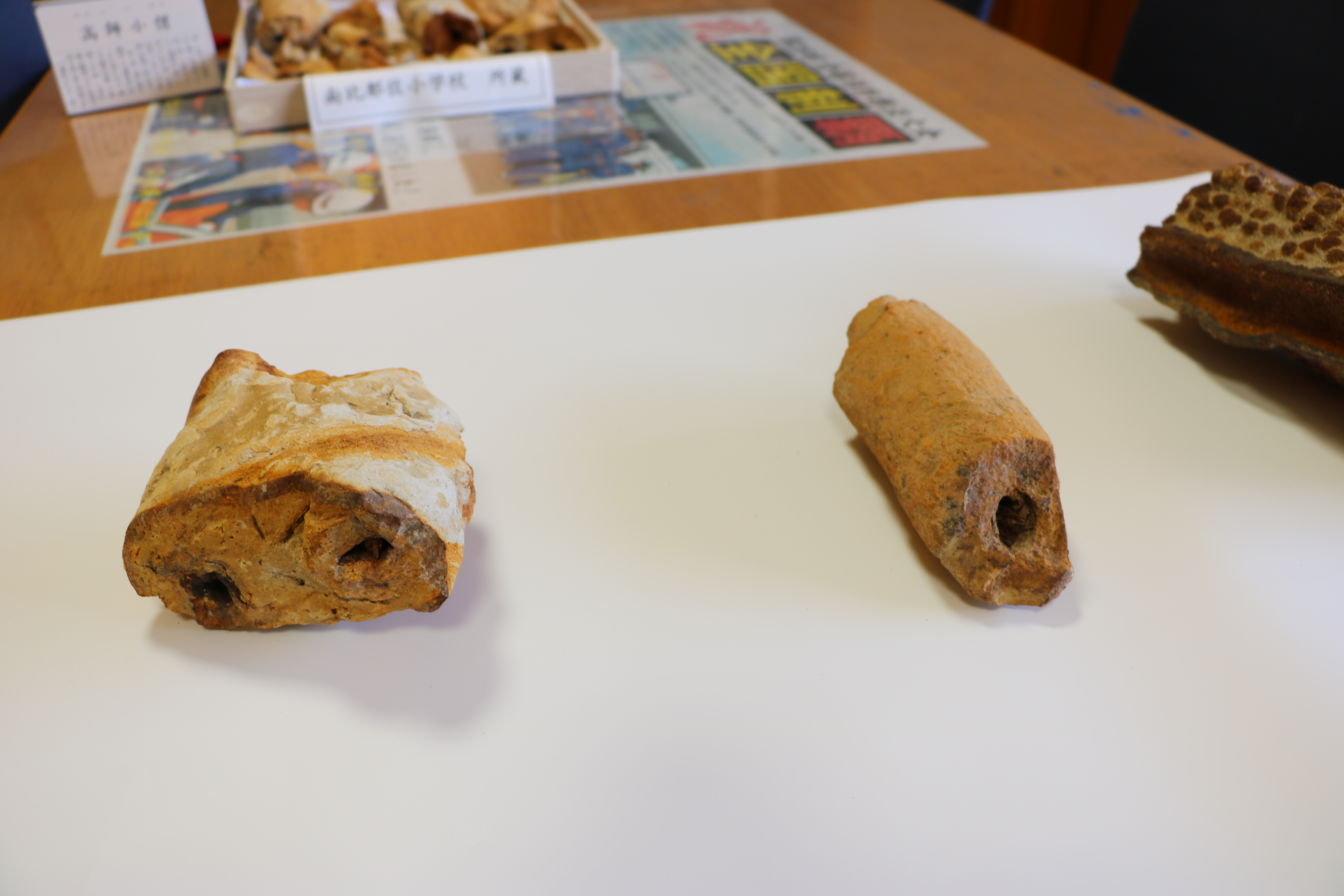
別所高師小僧。南比都佐公民館所蔵品。2019年9月6日撮影。

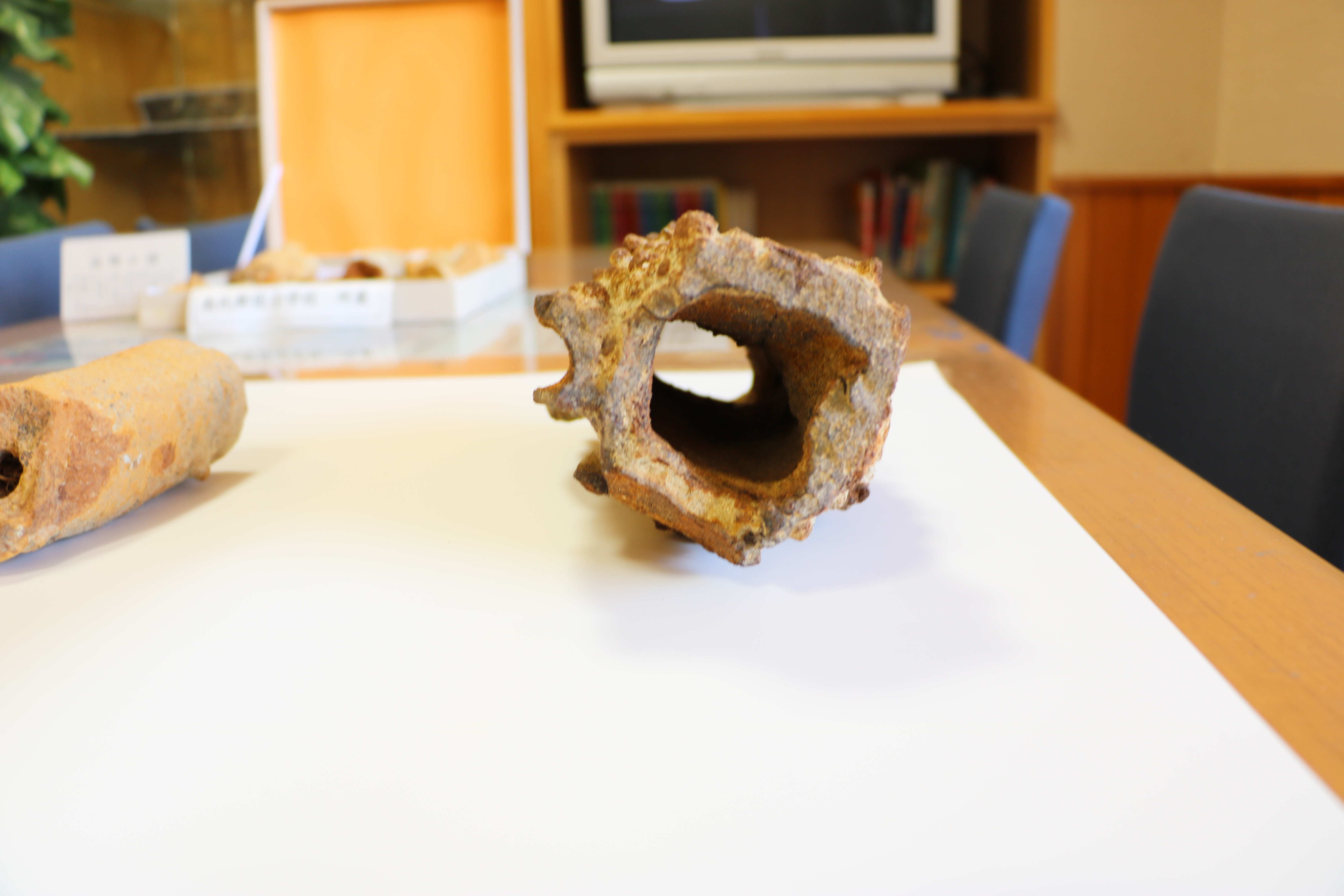
別所高師小僧。中空になって貫通している。南比都佐公民館所蔵品。2019年9月6日撮影。

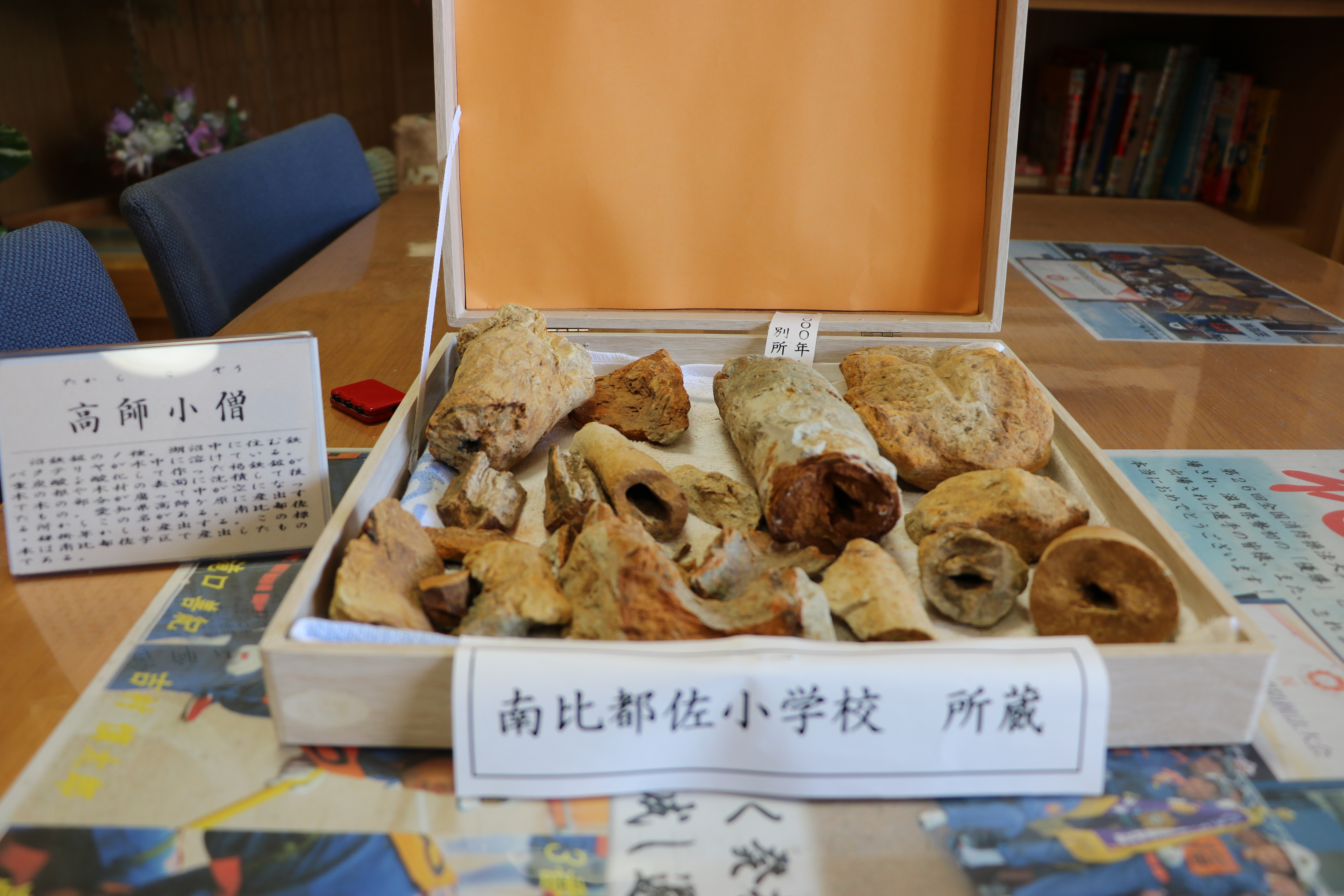
別所高師小僧。南比都佐小学校所蔵品。2019年9月6日撮影。

国の天然記念物の別所高師小僧は、滋賀県蒲生郡日野町の西部に位置する別所地区字真窪（まなくぼ）の凝灰岩層から産出する。天然記念物に指定された場所は、日野駅南南西方向、近江鉄道本線と国道307号が平行して走る東側の、標高約180メートル付近の圃場整備された水田の一角に所在する。
高師小僧の成因は前述したように、地下水に含まれる鉄分が植物体の周囲に付着沈殿してできた褐鉄鉱の団塊である。鉄分が多い地層中の透水性が悪く地下水がたまりやすい難透水層の上などによくできることがあり、また、地中のあまり深くない場所にできるため酸素の供給もあることから、核となっていた植物体などの有機質部分がバクテリアによって分解され、沈殿した水酸化鉄（褐鉄鉱）の外殻だけが残る。別所高師小僧の場合、約300万年前に鈴鹿山脈一帯に存在した古琵琶湖湖畔に生育していた植物の根や小枝に鉄分が付着・沈殿したものと考えられている。
この現象自体は珍しいことではないが、別所の高師小僧は他地域のものと比較して大きく、直径が7-8センチメートル、中には10センチメートルを超える巨大なものもあり、高師小僧としては特別に巨大なものの産出地として知られ、北海道名寄市の名寄高師小僧とともに、日本全国で2件しかない国の天然記念物に指定されている。
指定地には天然記念物であることを示す石碑が建てられているが、高師小僧は地中にある鉱物であり、かつ国の天然記念物であるため掘り返すことは文化財保護法で禁止されているため、この場所を訪れても高師小僧を見ることは出来ない。
別所高師小僧の実物は、石碑のある指定地から南東方向へ2キロメートルほどの場所にある南比都佐（みなみひずさ）公民館に保管展示されている。
南比都佐公民館に保管されている別所高師小僧は3点の大きな褐鉄鉱と、隣接する日野町立南比都佐小学校所蔵の複数点の褐鉄鉱であり、このうち3点の大きなものは2つが管状で、表面に凹凸のある大きなものは直径12センチメートル・長さ22センチメートルで中が貫通した空洞になっている。もうひとつは直径6センチメートル・長さ12センチメートルで穴の中に木が詰まっている。大きい3点のうち管状ではないもう1点は縦10センチメートル・横12センチメートルの台形状のもので、断面に2つの穴が開いている。
別所地区一帯はかつて古琵琶湖の浅い所であったと考えられ、高師小僧が生成された後に起きた隆起によって丘陵地になった山林を明治時代に開墾したところ、大きな高師小僧が多数出てきたといい、その場所が今日、天然記念物指定エリアとして石碑が建っている位置である。高師小僧は古琵琶湖に堆積した粘土・シルト・砂・礫などから出来ている古琵琶湖層の中に所々見られるが、天然記念物に指定された別所地区には特に密集して埋蔵していると考えられている。

## 交通アクセス
所在地
- 天然記念物指定地。滋賀県蒲生郡日野町別所真窪[3]。
- 南比都佐公民館。滋賀県蒲生郡日野町大字深山口939番地。

交通
- 近江鉄道本線日野駅下車。名神高速道路竜王インターチェンジ利用[6]。